# Birchgrove (Australie)
Pour les articles homonymes, voir Birchgrove.
 (mars 2018).
Si vous disposez d'ouvrages ou d'articles de référence ou si vous connaissez des sites web de qualité traitant du thème abordé ici, merci de compléter l'article en donnant les références utiles à sa vérifiabilité et en les liant à la section « Notes et références ».
Birchgrove est un quartier de la zone d'administration locale d'Inner West, situé dans l'agglomération de Sydney, dans l'État de Nouvelle-Galles du Sud en Australie.

## Géographie
Donnant sur la baie de Sydney, Birchgrove est l'une des banlieues les plus riches. Elle se situe près de Harbour Bridge et à 5 km du centre ville. Son long front de mer offre une vue sur la rivière Parramatta et l'île Cockatoo.

## Histoire
Birchgrove est connue pour avoir été une ville charbonnière pendant la Seconde Guerre mondiale, ainsi que pour ses nombreux chantiers de construction navale. C'était donc autrefois une ville industrielle accueillant des logements pour la classe ouvrière. 
Birchgrove possède aujourd'hui ce nom en l'hommage à l'ancienne maison, Birchgrove House, du lieutenant John Birch, un des officiers du 73e régiment d'infanterie britannique (73rd Regiment of Foot, dont le 2e bataillon est en Nouvelle-Galles du Sud depuis 1809), vers 1812. Il a ajouté grove au nom de sa maison, en raison de la présence d'orangers à son époque. Le secteur comprenait l'ancienne mine de charbon nommé Balmain Colliery. Il essaya sans succès de subdiviser le lot en quatre parcelles en 1833. En 1838, le capitaine John McLean acheta le domaine ainsi que des terres dans la succession de Balmain. Les difficultés financières ont forcé McLean à hypothéquer la succession et les terres supplémentaires, mais la Cour suprême a finalement saisi des emprunts[Quoi ?] en avril 1844. En 1850, Henry Watson Parker, qui deviendra plus tard le troisième premier ministre de la Nouvelle-Galles du Sud, est brièvement devenu propriétaire du domaine. Plus tard la même année, le domaine a été acheté par Didier Numa Joubert. Jourbert a loué la propriété à William Salmon Deliotte qui était[pas clair] jusqu'en 1856 une mine de charbon nommée Balmain Colliery (en), la plus profonde mine de charbon d'Australie. De 1856 à 1860, Joubert ordonne à William Brownrigg d'arpenter la première subdivision de dix lots. Birchgrove House a été vendu à Jacob Levi Montefiore pendant la subdivision. En 1866, Joubert fut contraint de céder ses intérêts restants à la Bank of New South Wales. À partir des années 1860, un certain nombre d'entreprises s'y sont implantées, notamment les constructeurs de bateaux Coopers d'une part, Morrison & Sinclair (en) d'autre part.
En 1878, en raison de la pression du marché des prix dans le domaine voisin de Balmain, 82 lots du lotissement original sont restés invendus. Des terres supplémentaires ont été sculptées dans la maison Birchgrove quand elle a été vendue à John Lowry Adams en 1878. Un syndicat d'hommes d'affaires a acheté les lots restants du domaine et a chargé l'architecte Ferdinand Reuss d'élaborer un nouveau plan de lotissement. Cette deuxième subdivision a eu beaucoup plus de succès avec tous les lots vendus en plusieurs années. En 1900, Adams a subdivisé le terrain de Birchgrove House en douze lots. Puis en 1911, Mary Scot a subdivisé Birchgrove House en cinq lots. La maison a finalement été démolie en 1967 pour faire place à des unités. 
En août 2010, les appartements de Louisa Road ont été détruits par le feu. Aucun résident n'a été blessé, mais la cause de l'incendie a été considérée comme suspecte.

## Population

### Démographie
Lors du recensement de la population et du logement de 2011, Birchgrove était peuplée de 3 107 habitants, dont 53,1 % de femmes et 46,9 % d'hommes. L'âge médian est de 40 ans. En moyenne, le revenu hebdomadaire d'un ménage est de 2 726 $, donc en général riche. Les professions les plus courantes sont les cadres supérieurs avec 45,5 %, les managers avec 24,4 % et les employés de bureau et administratifs avec 11,5 %. En 2016, la population s'élevait à 3 303 habitants.

### Personnalités
- Charles Fraser (rugby league)
- Judy Davis (actrice)
- Bryan Brown (acteur)
- David Williamson (dramaturge)
- Nikolaï Mikloukho-Maklaï (explorateur, ethnologue, anthropologue et biologiste)